# Equipaggio

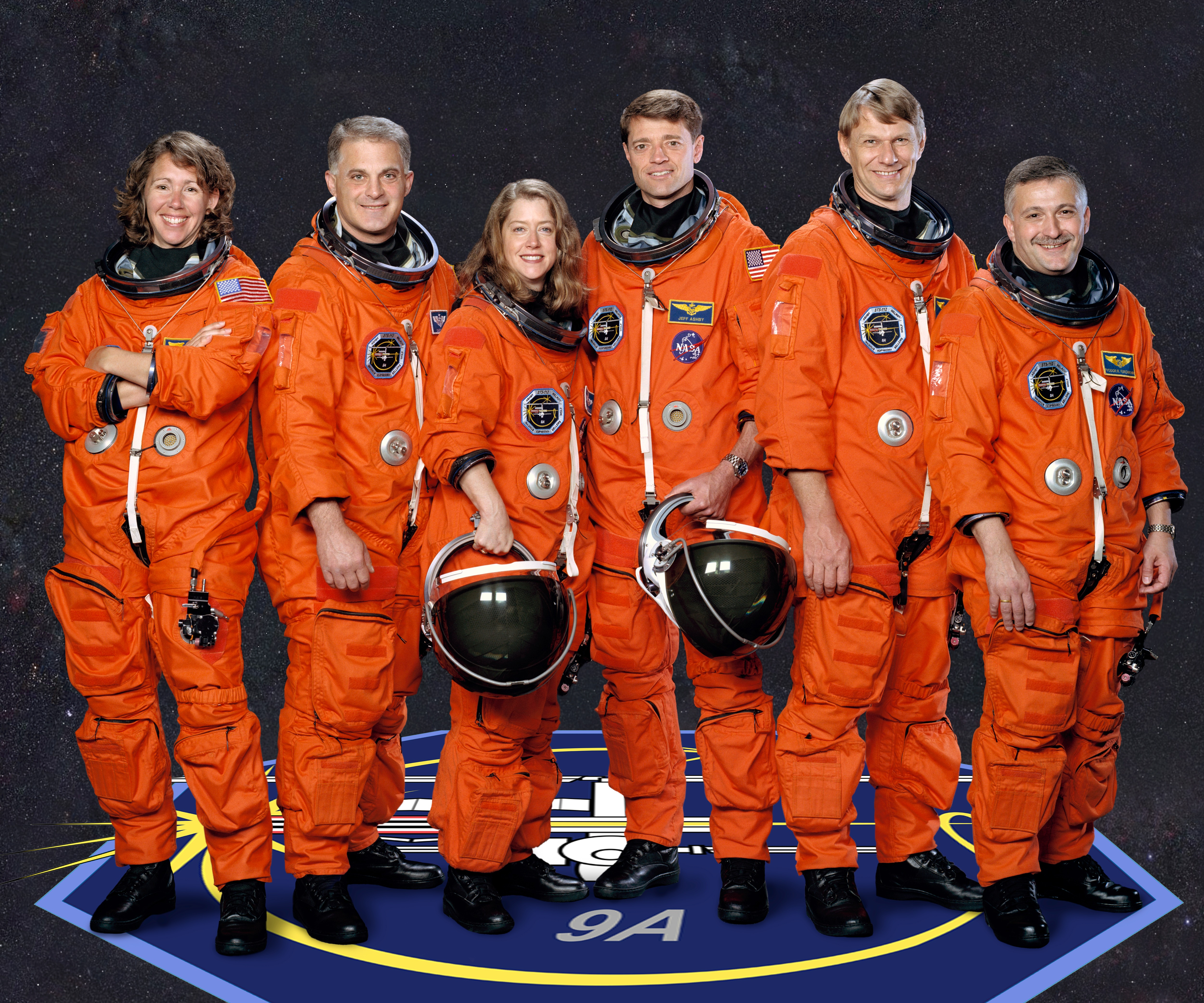
L'equipaggio della missione STS-112 dello Space Shuttle Atlantis

Un equipaggio [dal fr. équipage, der. del germ. skip «barca», da cui anche l’ital. schifo] è un gruppo di due o più persone, coeso e accomunato dal proprio lavoro e/o interessi, o complesso del personale (detto anche "squadra" o "ciurma"), spesso diretto da una figura comandante, a bordo di un veicolo (nave, aereo, carrarmato, nave spaziale, etc.).

## Caratteristiche
Sono generalmente organizzati in via gerarchica, anche quando non si parla di ambito militare (ad esempio nel naviglio commerciale). C'è generalmente un comandante (il cui nome può variare a seconda del contesto, ad esempio ammiraglio, capitano, capitano dell'aria) che coordina dei sottoposti e ne è anche il responsabile. Possono esserci sub-equipaggi, come nel caso delle navi passeggeri in cui un commissario di bordo è a capo di una spesso distinta unità operativa alberghiera. 
Esistono inoltre equipaggi molto ridotti che non hanno un capo gerarchico vero e proprio, e riescono a coordinarsi da soli, come accade sulle piccole imbarcazioni.

## Nei vari contesti

### Nautica
L'equipaggio che lavora all'interno di una nave è specializzato in diversi ambiti e solitamente organizzato gerarchicamente. La tradizione nautica distingue gli ufficiali dall'equipaggio che insieme compongono l'intera compagnia navale. Generalmente i membri di un equipaggio prendono il nome di derivazione inglese di crewman o di crewmember.